# Apamea subcostalis
Apamea subcostalis är en fjärilsart som beskrevs av Walker 1869. Apamea subcostalis ingår i släktet Apamea och familjen nattflyn. Inga underarter finns listade i Catalogue of Life.